# Ота Сінобу
Ота Сінобу (яп. 太田 忍; нар. 28 грудня 1993, Ґонохе, повіт Саннохе, префектура Аоморі) — японський борець греко-римського стилю, Чемпіон світу, чемпіон, срібний та бронзовий призер чемпіонатів Азії, чемпіон Азійських ігор, срібний призер Олімпійських ігор.

## Біографія

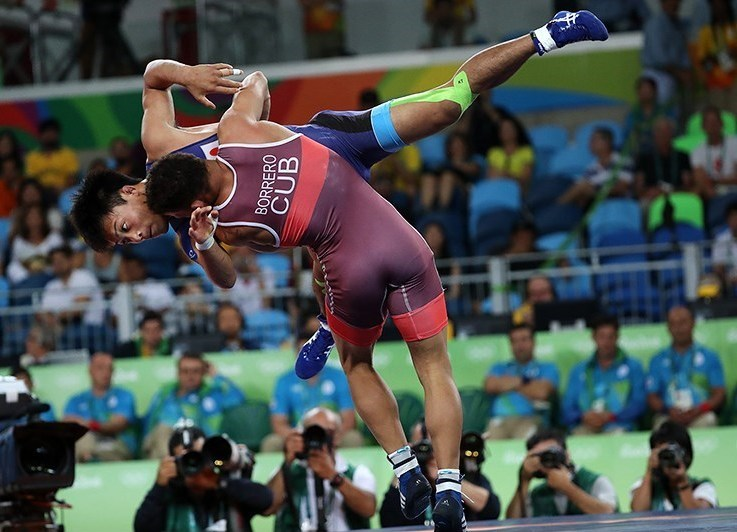
Ісмаель Борреро кидає Ота Сінобу у фіналі літніх Олімпійських ігор 2016 року в Ріо-де-Жанейро.

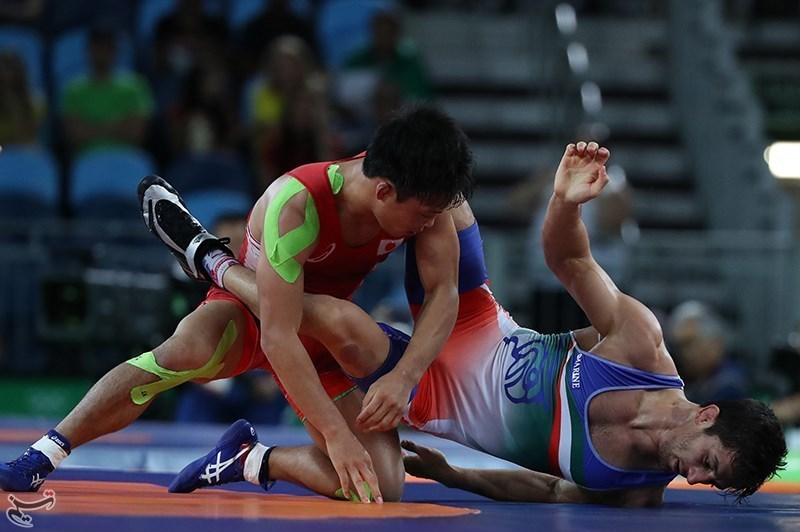
Ота Сінобу намагається провести прийом проти діючого на той момент олімпійського чемпіона, іранського борця Гаміда Суряна на літніх Олімпійських іграх 2016 року в Ріо-де-Жанейро.

Боротьбою почав займатися з 2006 року в місті Хатінохе, префектура Аоморі. Спочатку займався вільною боротьбою. Він перейшов до занять греко-римською боротьбою після того, як став студентом Японського університету спортивної науки в Токіо. Був бронзовим призером чемпіонату світу 2012 року серед юніорів. Виступає за борцівський клуб «ALSOK».

## Спортивні результати на міжнародних змаганнях

### Виступи на Олімпіадах
| Змагання                    | Збірна | Вагова категорія                 | Місце  |
| --------------------------- | ------ | -------------------------------- | ------ |
| Літні Олімпійські ігри 2016 | Японія | греко-римська боротьба, до 59 кг | Срібло |

У першому раунді літніх Олімпійських ігор 2016 року в Ріо-де-Жанейро Ота Сінобу з рахунком 5-4 переміг діючого олімпійського чемпіона Гаміда Суряна з Ірану, у півфіналі здолав срібного призера двох попередніх Олімпіад, азербайджанського борця Ровшана Байрамова з рахунком 4-2, але у фіналі всуху, з рахунком 0-8 поступився кубинцю Ісмаелю Борреро.

### Виступи на Чемпіонатах світу
| Змагання                        | Збірна | Вагова категорія                 | Місце  |
| ------------------------------- | ------ | -------------------------------- | ------ |
| Чемпіонат світу з боротьби 2018 | Японія | греко-римська боротьба, до 60 кг | 9      |
| Чемпіонат світу з боротьби 2019 | Японія | греко-римська боротьба, до 63 кг | Золото |

### Виступи на Чемпіонатах Азії
| Змагання                       | Збірна | Вагова категорія                 | Місце  |
| ------------------------------ | ------ | -------------------------------- | ------ |
| Чемпіонат Азії з боротьби 2014 | Японія | греко-римська боротьба, до 59 кг | Срібло |
| Чемпіонат Азії з боротьби 2015 | Японія | греко-римська боротьба, до 59 кг | Бронза |
| Чемпіонат Азії з боротьби 2018 | Японія | греко-римська боротьба, до 60 кг | Золото |

### Виступи на Азійських іграх
| Змагання           | Збірна | Вагова категорія                 | Місце  |
| ------------------ | ------ | -------------------------------- | ------ |
| Азійські ігри 2018 | Японія | греко-римська боротьба, до 60 кг | Золото |

### Виступи на інших змаганнях
| Змагання                                                     | Збірна | Вагова категорія                 | Місце  |
| ------------------------------------------------------------ | ------ | -------------------------------- | ------ |
| Кубок Ядегара Імама 2014                                     | Японія | греко-римська боротьба, до 59 кг | 5      |
| Золотий Гран-прі з боротьби 2014 (Сомбатгей)                 | Японія | греко-римська боротьба, до 59 кг | Бронза |
| Золотий Гран-прі з боротьби 2014 (Баку)                      | Японія | греко-римська боротьба, до 59 кг | 7      |
| Кубок Бразилії з боротьби 2014                               | Японія | греко-римська боротьба, до 59 кг | Золото |
| Гран-прі FILA 2015                                           | Японія | греко-римська боротьба, до 59 кг | Золото |
| Гран-прі Угорщини з боротьби 2016                            | Японія | греко-римська боротьба, до 59 кг | Срібло |
| Олімпійський кваліфікаційний турнір з боротьби 2016 (Астана) | Японія | греко-римська боротьба, до 59 кг | Срібло |
| Cerro Pelado International 2017                              | Японія | греко-римська боротьба, до 59 кг | Золото |
| Кубок Владислава Пітласинські 2017                           | Японія | греко-римська боротьба, до 59 кг | Золото |
| Гран-прі Іспанії з боротьби 2017                             | Японія | греко-римська боротьба, до 59 кг | Бронза |
| Турнір Дана Колова — Николи Петрова 2018                     | Японія | греко-римська боротьба, до 63 кг | Бронза |
| Всеяпонський відкритий чемпіонат з боротьби 2018             | Японія | греко-римська боротьба, до 60 кг | Золото |
| Чемпіонат Японії з боротьби 2018                             | Японія | греко-римська боротьба, до 60 кг | Срібло |
| Гран-прі Угорщини з боротьби 2019                            | Японія | греко-римська боротьба, до 63 кг | Золото |
| Турнір Дана Колова — Николи Петрова 2019                     | Японія | греко-римська боротьба, до 63 кг | Срібло |
| Меморіал Олега Караваєва 2019                                | Японія | греко-римська боротьба, до 63 кг | Золото |

### Виступи на змаганнях молодших вікових груп
| Змагання                                      | Збірна | Вагова категорія                 | Місце  |
| --------------------------------------------- | ------ | -------------------------------- | ------ |
| Чемпіонат світу з боротьби серед юніорів 2012 | Японія | греко-римська боротьба, до 55 кг | Бронза |
| Чемпіонат світу з боротьби серед юніорів 2013 | Японія | греко-римська боротьба, до 55 кг | 10     |